# Hendrik Gerrit van Raan

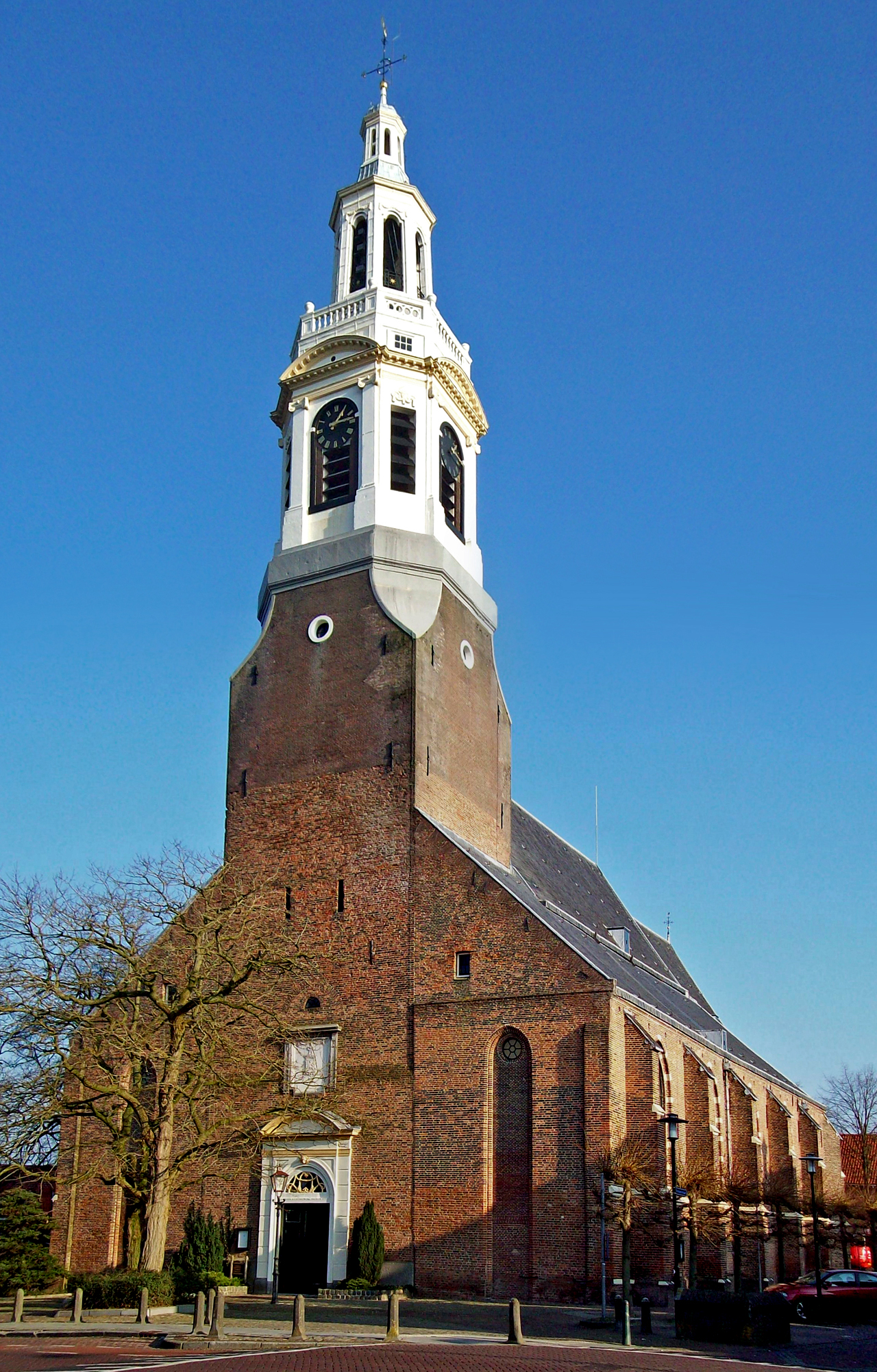
De Hervormde Kerk van Nijkerk met de nieuwe toren van Hendrik Gerrit van Raan

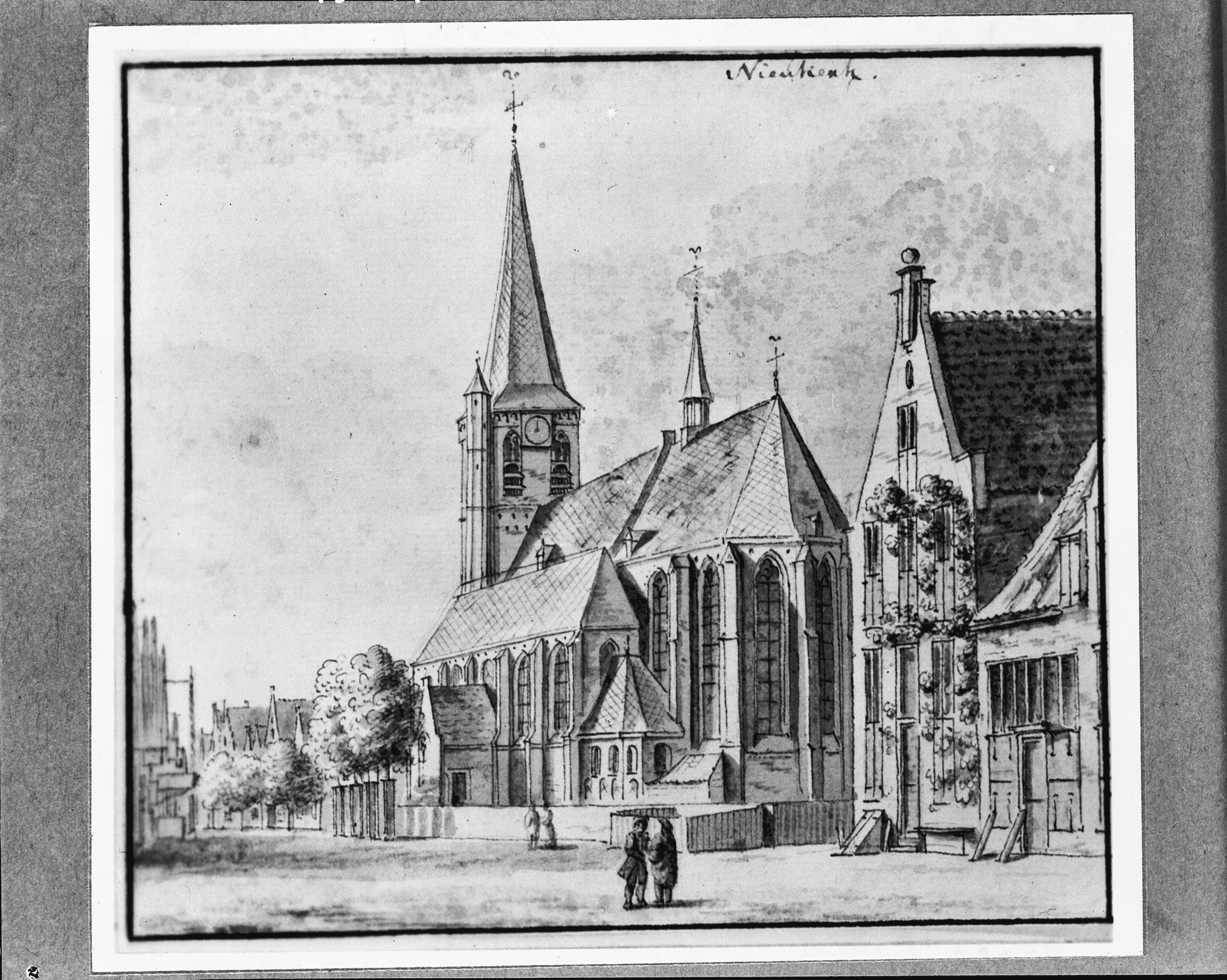
De Hervormde Kerk van Nijkerk in de achttiende eeuw

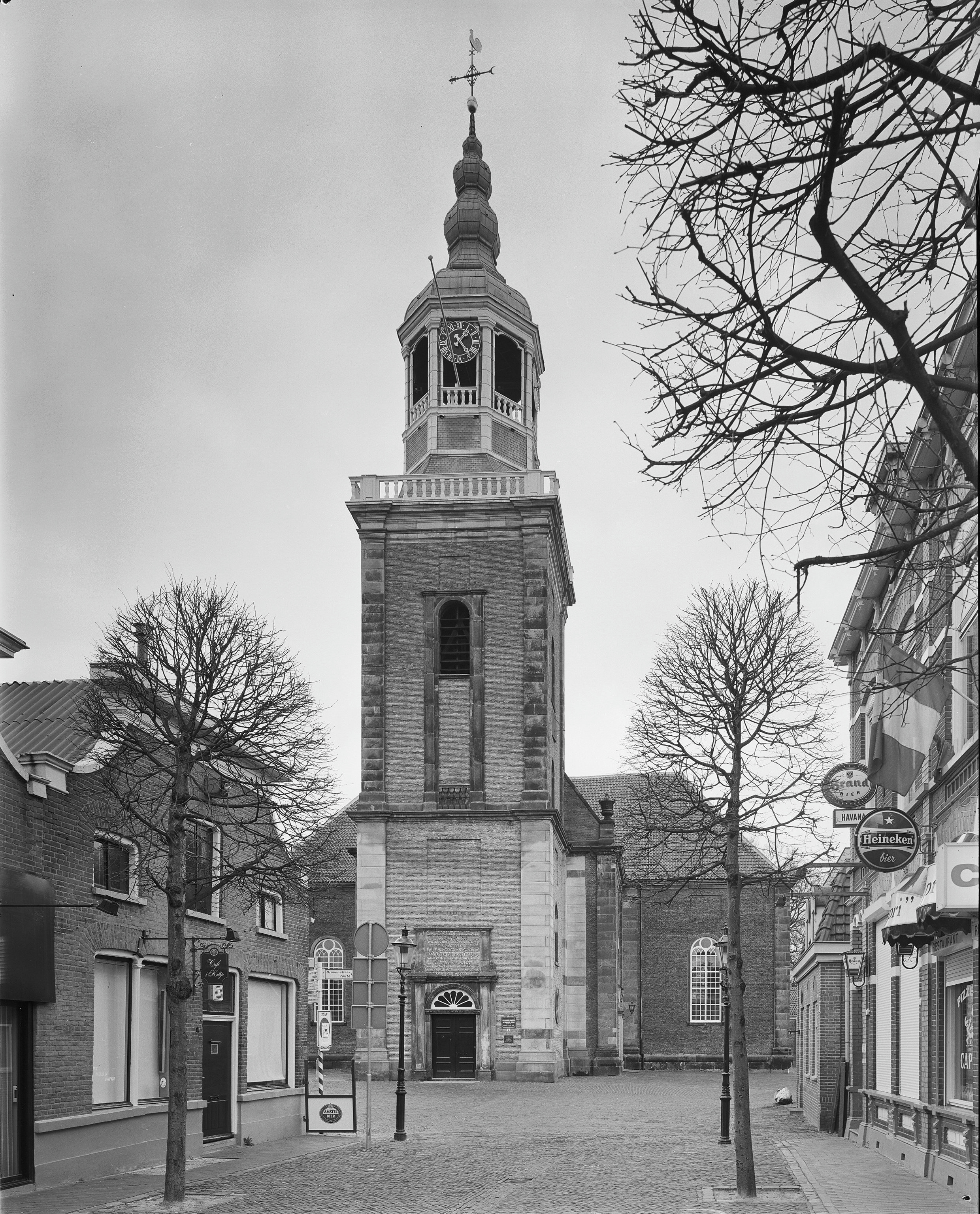
De toren van de Grote Kerk in Almelo

Hendrik Gerrit van Raan (Hattem 7 juli 1751 - Amsterdam 13 juni 1821) was een Nederlands bouwmeester, afkomstig uit een geslacht van timmerlieden in Hattem. Hij werd geboren als oudste van de tien kinderen van de timmerman Pieter Jacobus van Raan (1720-1782) en diens vrouw Geertrui van Raam (1723-1763), dochter van de timmerman Hendrik van Raam (1697-1734). Beiden waren in 1756 naar Amsterdam verhuisd.
Op 15 maart 1782 trouwde Hendrik Gerrit van Raan daar met Johanna Al (1759-1804), met wie hij tien kinderen kreeg, waarvan vier dochters volwassen werden. Van beide echtelieden is als portret een ovalen pasteltekening uit zowel 1801 (vermoedelijk van Wijnand Esser) als 1818 (vermoedelijk van Johannes Anspach) bewaard gebleven, in het eerste geval daarenboven ook nog van hun drie toen nog levende dochters.

## Leertijd
Net als zijn betovergrootvader Gerrit Roelofs van Raan, zijn overgrootvader Roelof van Raan (1654/1655?-1748), zijn grootvader Pieter Gerrit van Raan (1691-1772), zijn vader en zijn jongere broer Jan Roelof van Raan (1754-1802) werd ook Hendrik Gerrit timmerman, waartoe hij in 1761 bij zijn vader in de leer ging. Het Amsterdam Museum bewaart uit die tijd van zijn hand het schaalmodel voor een wenteltrap, vermoedelijk als meesterproef (1772).
In 1773 trad hij in dienst bij een verre neef van zijn vader, Barend Brouwer (1720-1803), die in Hoorn een timmermanswinkel dreef; van hem kreeg hij ook lessen in tekenen, samen met Brouwers veel jongere eigen zoon (de latere stadsbouwmeester van Hoorn Pieter Brouwer).

## De kerktoren van Nijkerk
Brouwer wist in 1774 de opdracht voor de herbouw van de kerktoren in het Gelderse Nijkerk te verwerven, waarvoor de amtsjonkers van Nijkerk aanvankelijk de Amsterdamse landmeter Jan Bolten in de arm hadden genomen, die ook al een bouwtekening had gemaakt. Van Raan maakte hoogstwaarschijnlijk een nieuw ontwerp voor een elegante houten bekroning, die duidelijk op een aantal Amsterdamse renaissancetorens - de Oudekerkstoren (1565), de Montelbaanstoren (1606) en (vooral) de Munttoren (1620) - was geïnspireerd. Daarna nam hij ook de leiding over de uitvoering (1775-1776) op zich, waarbij echter een assistent van Bolten, Jan Dorfmulder, als dagelijks opzichter ter plaatse fungeerde. Uit erkentelijkheid ontving Van Raan in 1776 van de ambtsjonkers een zilveren doos met het ambtswapen.
Voor de kerk van Nijkerk zou hij in 1789 ook een preekstoel en doophek maken. Mogelijk was hij later ook de ontwerper van de nieuwe torenbekroning van de Grote Kerk in Almelo (1777 of 1781).

## Latere loopbaan
De Nijkerkse toren bezorgde Van Raan zoveel faam, dat stadhouder Willem V hem daarna zelfs de post van hofbouwmeester op Paleis Soestdijk zou hebben aangeboden. In 1777 solliciteerde Van Raan (net als Dorfmulder) vergeefs naar de vacante functie van stadsbouwmeester in Zwolle, waarvoor hij bij wijze van examenopgave een sluis moest ontwerpen. Ook voor Arnhem was hij voor die post in de running.
Na in 1777 ook een eveneens vergeefse gooi naar het stadsbouwmeesterschap van Amsterdam te hebben gedaan, vestigde Van Raan zich daar als zelfstandig timmerman. In 1783 maakte hij, in dienst van het Oudemannenhuis, een zestal onuitgevoerd gebleven ontwerpen voor huizen bij de poort aan de zijde van de Kloveniersburgwal. Uit 1788 dateren een aantal in het Rijksprentenkabinet bewaarde tekeningen voor illuminaties, sommige met neogotische elementen, bestemd voor de voorgevel van een aantal huizen in Amsterdam, ter ere van de 40ste verjaardag van Willem V op 8 maart.

## Galerij
Een reeks van ontwerpen van Hendrik Gerrit van Raan voor illuminaties voor huizen in Amsterdam ter ere van de 40ste verjaardag van stadhouder Willem V op 8 maart 1788.

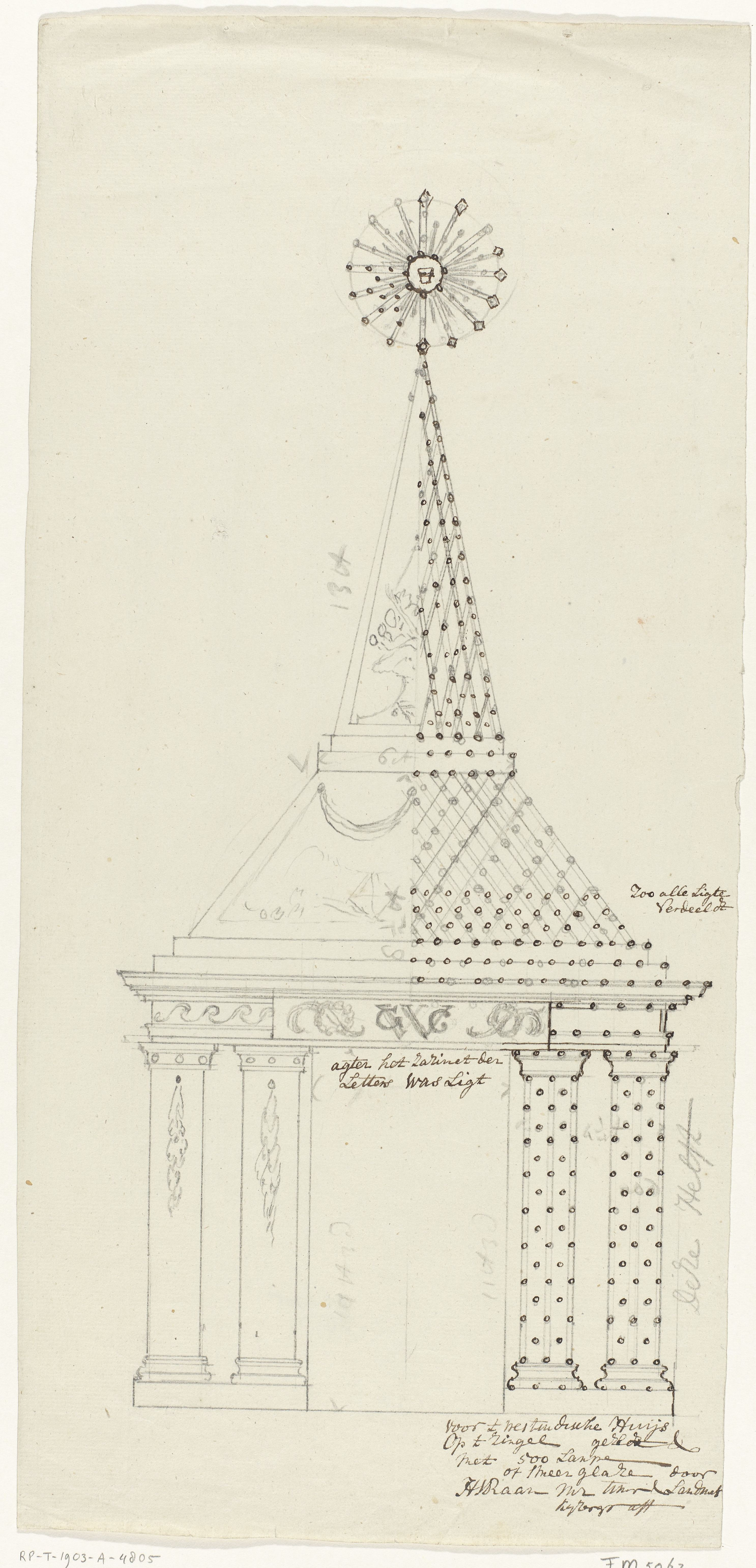
Illuminatie van het Westindisch Huis aan het Singel.
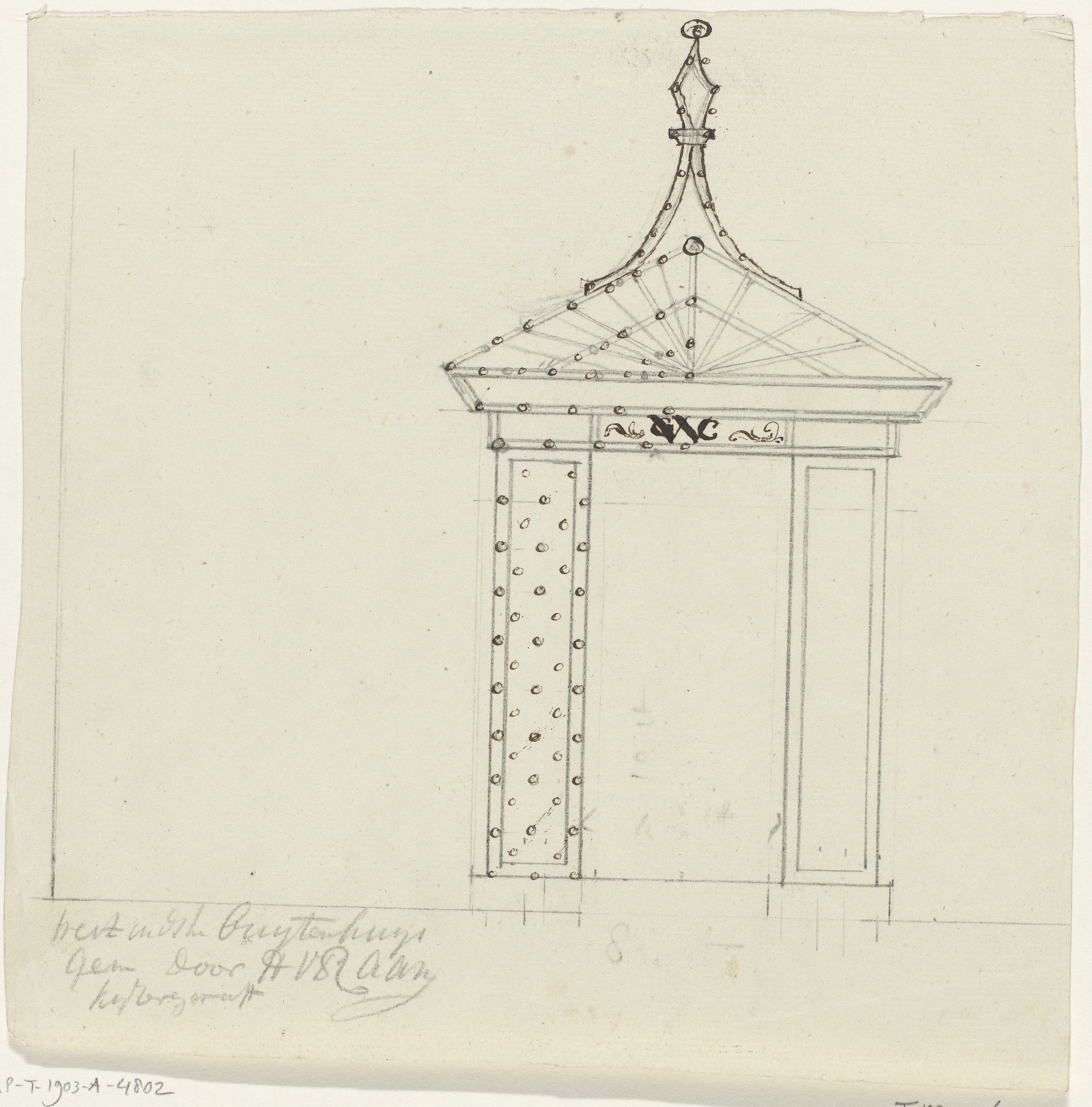
Illuminatie van het Westindische Buitenhuis.
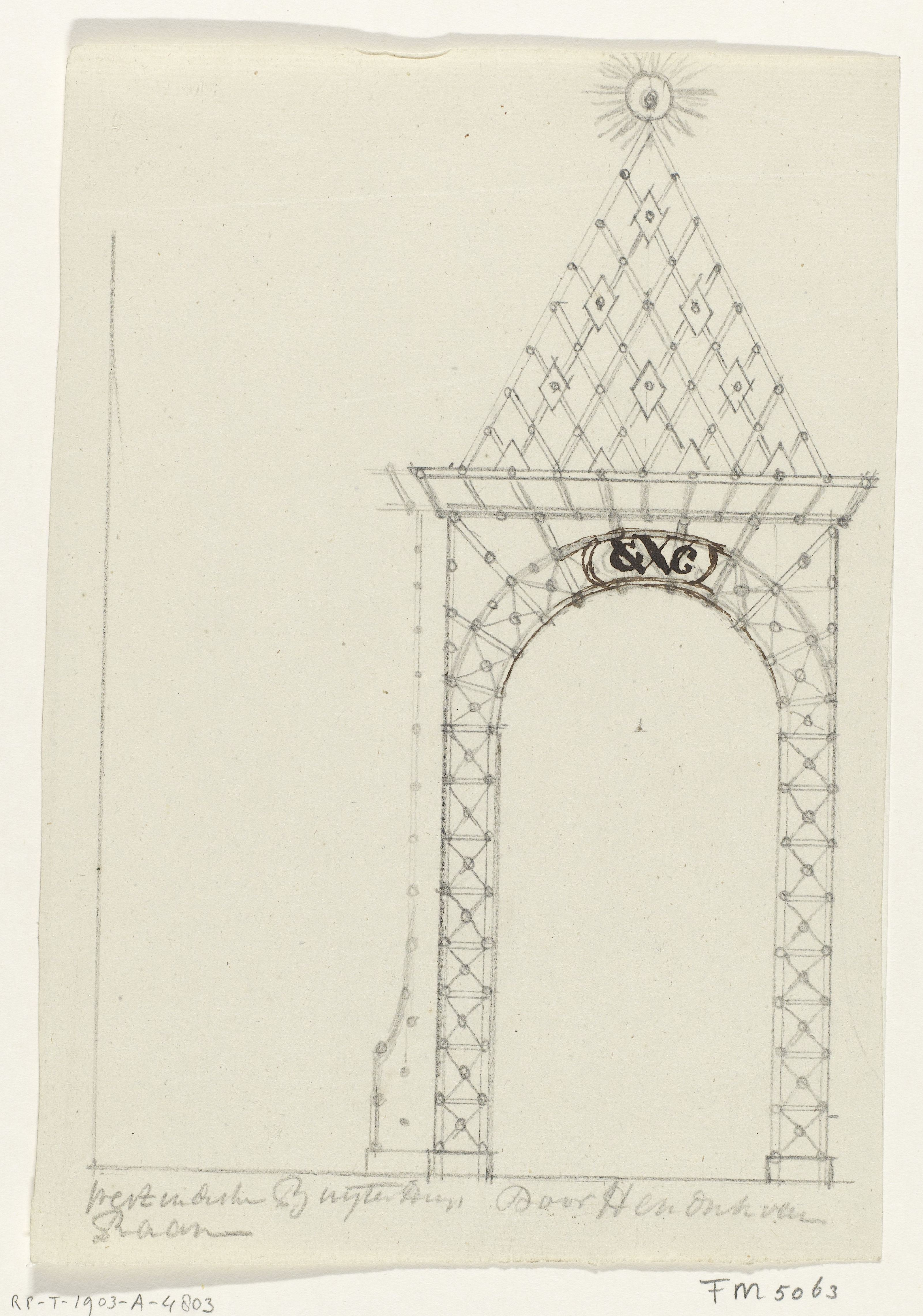
Illuminatie van het Westindische Buitenhuis.
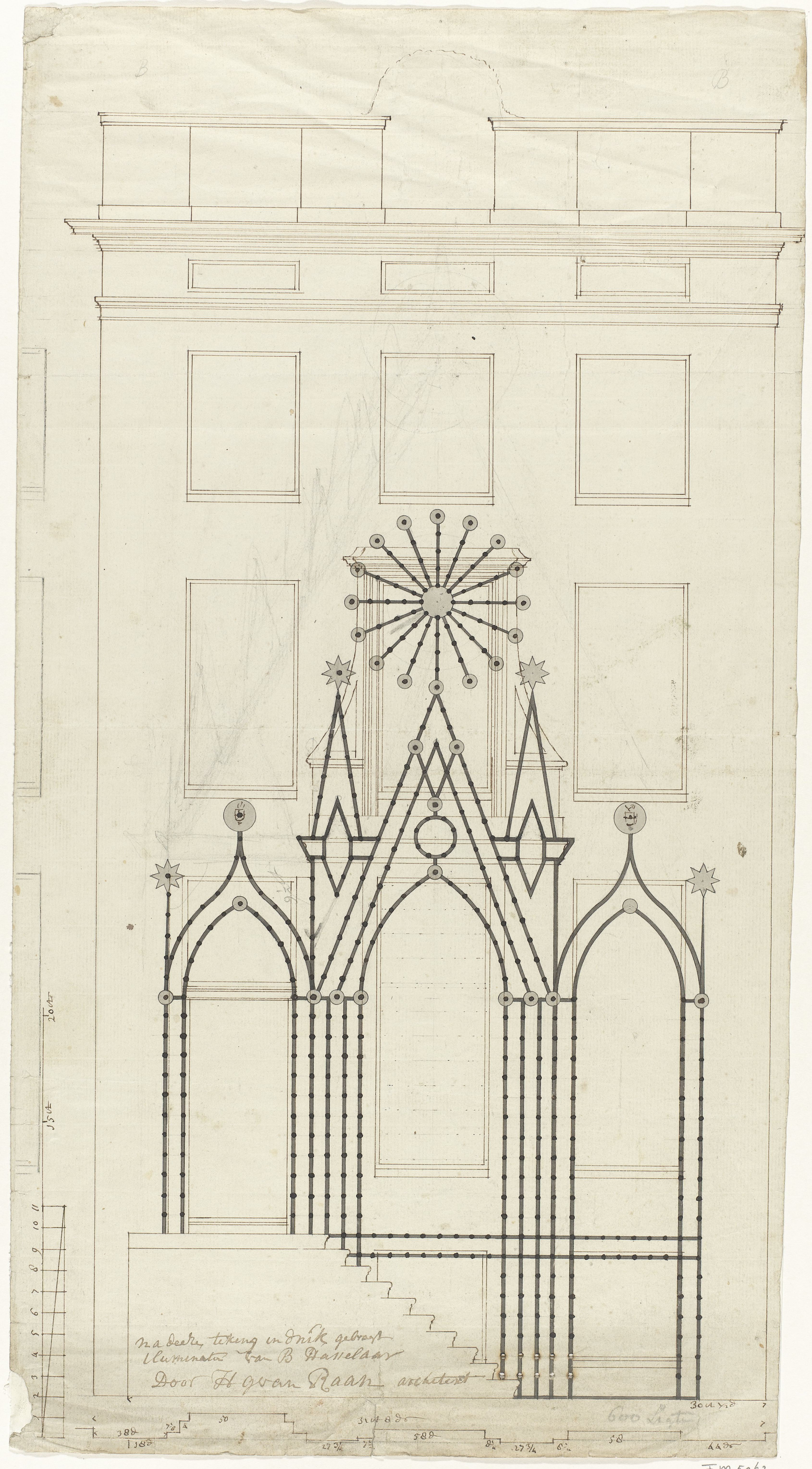
Illuminatie van het huis van burgemeester Pieter Cornelis Hasselaer.
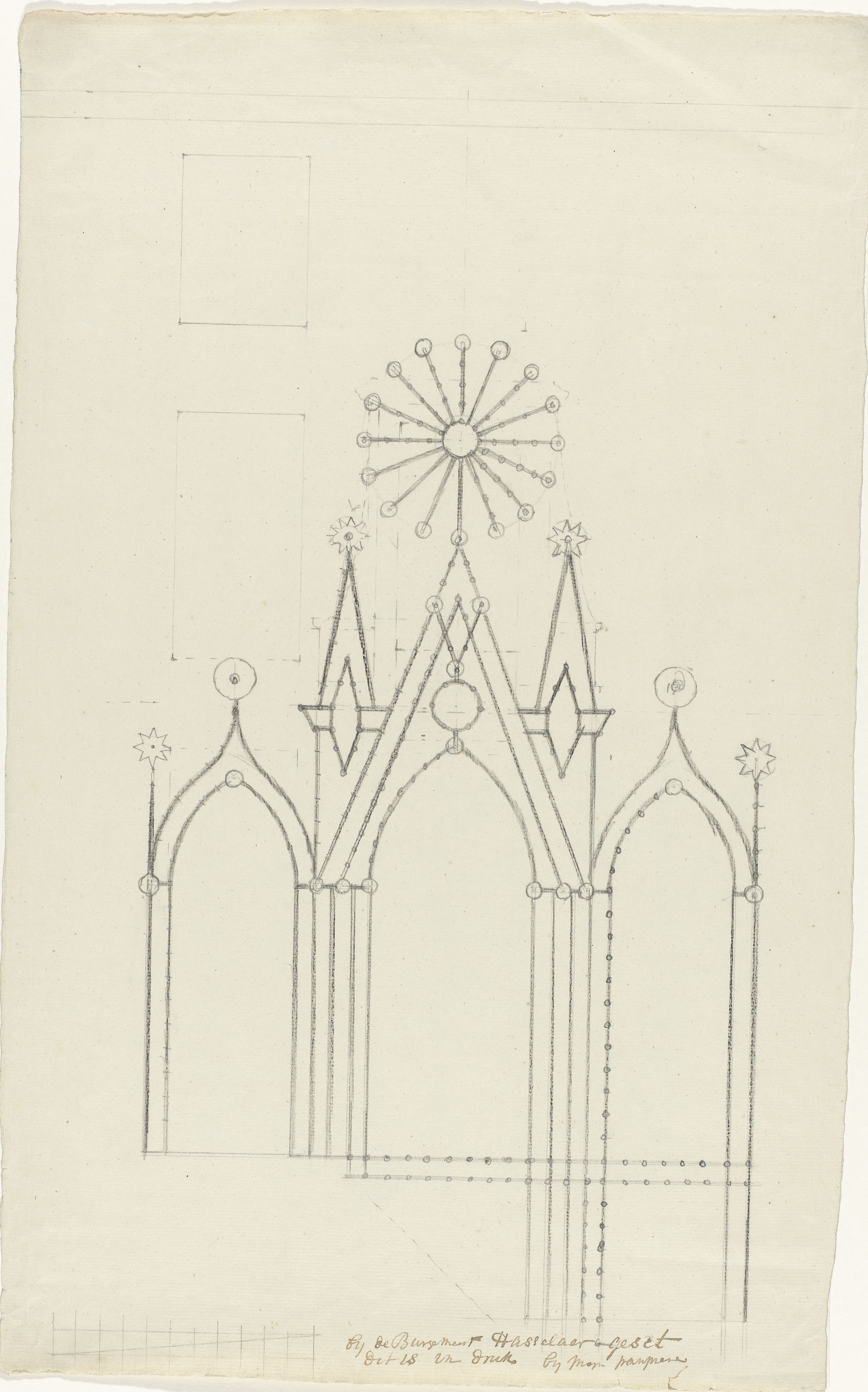
Illuminatie van het huis van burgemeester Pieter Cornelis Hasselaer.
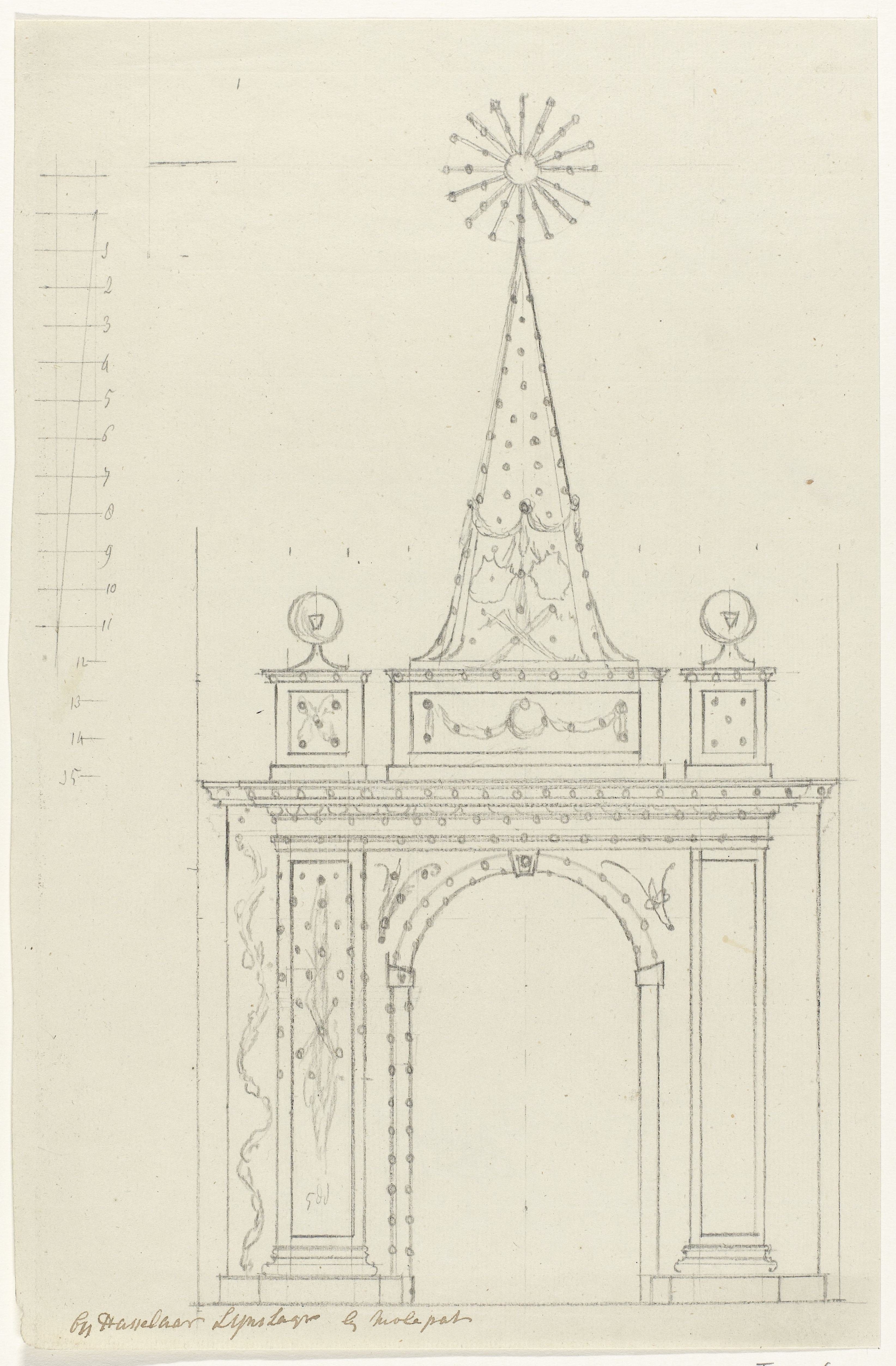
Illuminatie van het huis van burgemeester Hasselaar Lynslager aan het Molenpad.
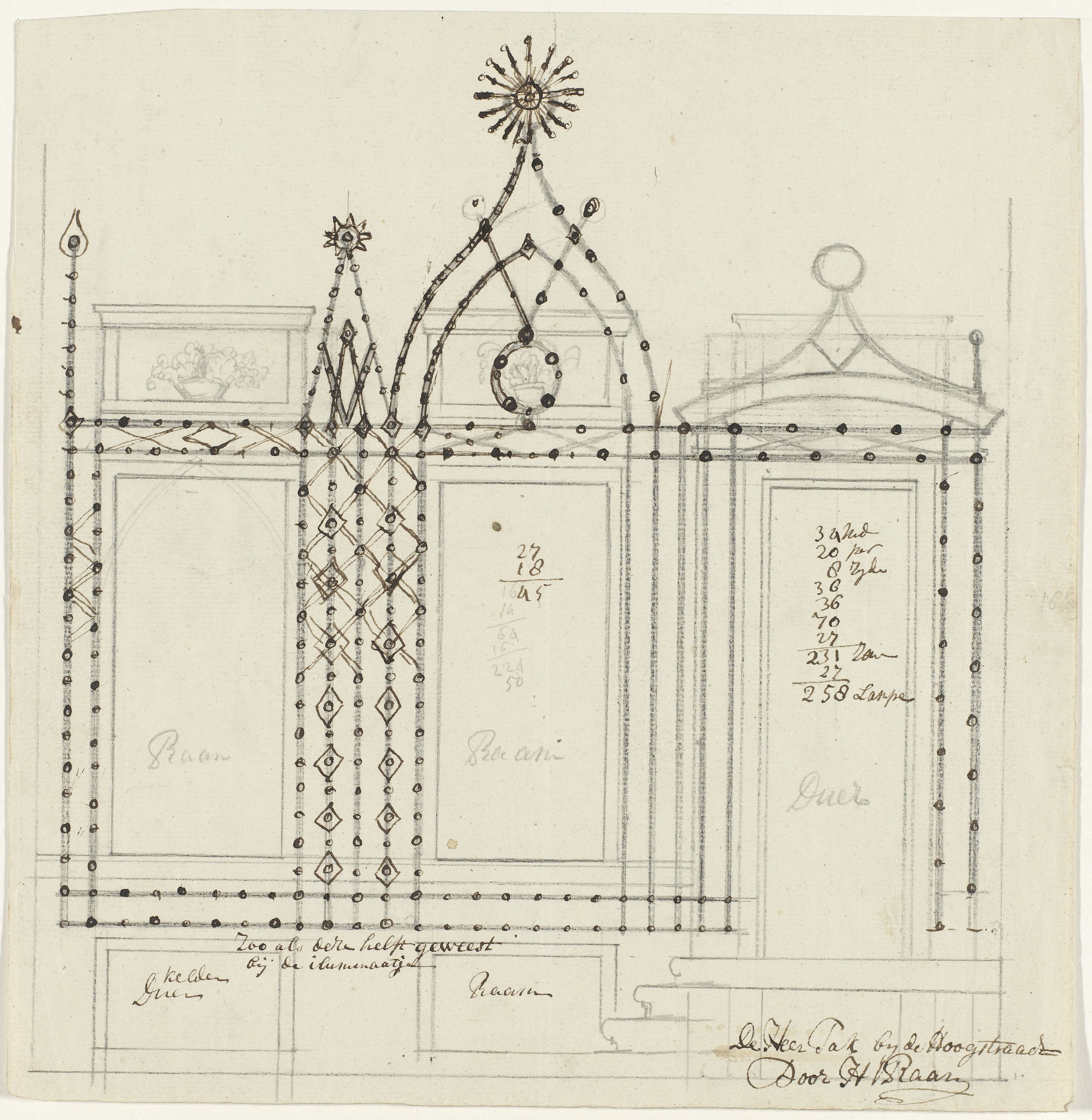
Illuminatie van het huis van de heer Tak in de Hoogstraat.
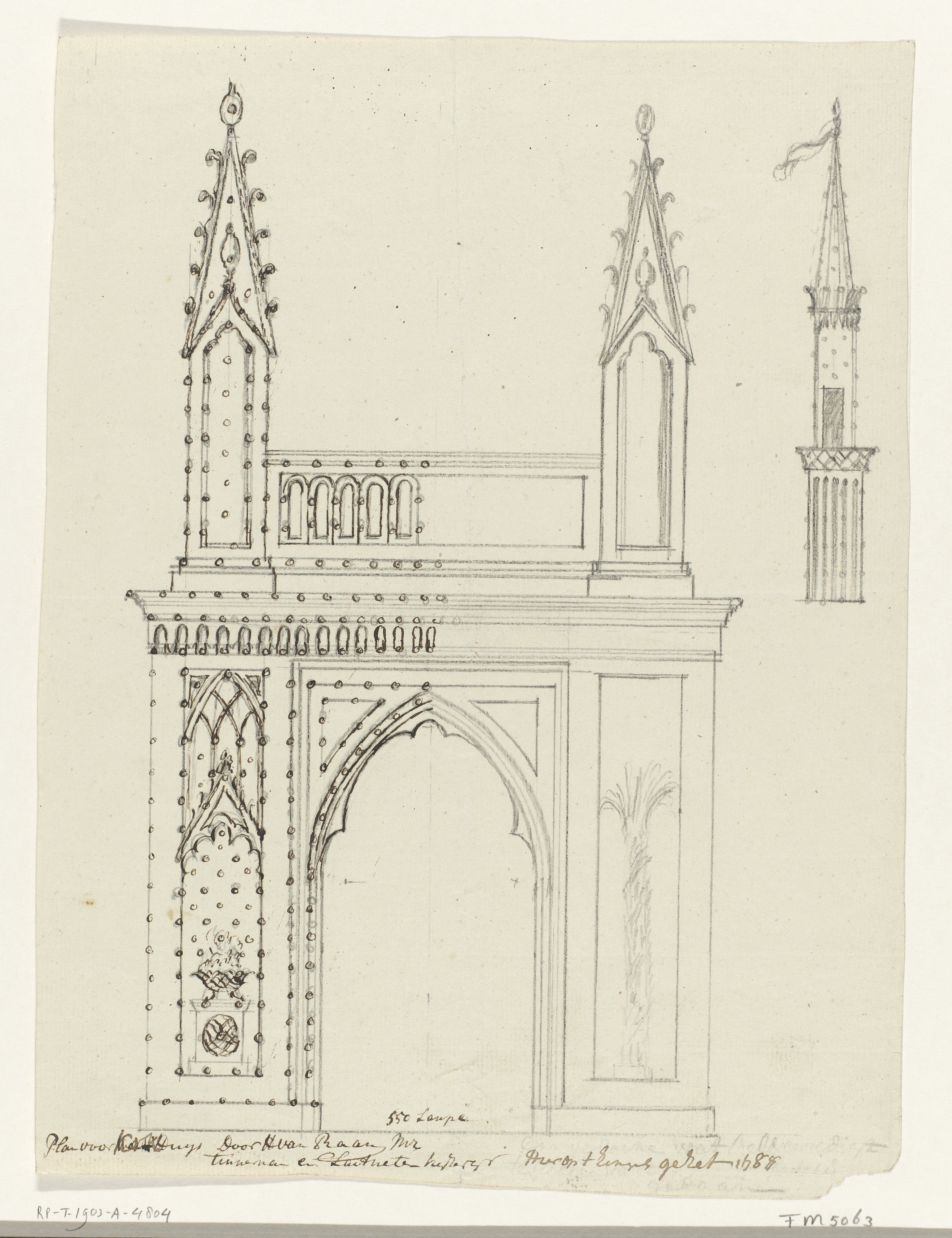
Illuminatie van een huis aan het Singel.